# Shandong University
Shandong University är ett universitet i Kina, i provinsen Shandongs huvudstad Jinan.
Universitetet har drygt 37 000 studenter (2020).
Shandong University placerade sig på 468:e plats 2020 i QS Universitetsvärldsrankning över världens bästa universitet.